# Karen Stives
Karen Elizabeth Stives (ur. 3 listopada 1950 w Wellesley, zm. 14 sierpnia 2015 w Dover) – amerykańska jeźdźczyni sportowa. Dwukrotna medalistka olimpijska z Los Angeles.
Startowała w konkurencji WKKW. Zawody w 1984 były jej jedynymi igrzyskami olimpijskimi. Triumfowała w drużynie i zajęła drugie miejsce w konkursie indywidualnym. Startowała na koniu „Ben Arthur”.
Zmarła w nocy 13 na 14 sierpnia w swoim domu w Dover. Przyczyną śmierci były powikłania rzadkiej formy nowotworu.